# 明英战争
明英战争是明崇祯十年（1637年）与英国之间的一起军事冲突。该冲突并非中英官方的战争，但英方“柯亭协会”具有一定的半官方性质。:15

## 背景

### 葡萄牙邀请英国来华
在约17世纪，荷兰人的崛起使西班牙与葡萄牙的海上霸权衰落了。为了抵抗荷兰，1634年，葡萄牙驻果阿总督同不列颠东印度公司和解，并邀请东印度公司来华贸易。于是，第二年，英东印度公司派出货船，从印度苏拉特驶向澳门。然而，葡澳当局却不认可这一行为，并从中加以阻挠，致使明拒绝开展对英东印度公司的贸易。

### 柯亭协会的建立
1635年，葡萄牙邀请英国人到东方贸易的消息传入伦敦后，商人威廉·柯亭與同一批商人组建了柯亭协会。
由于东印度公司在华受到挫折，英国国王开始探索其他的对华贸易的方式，因此他给予了柯亭协会到果阿、中国、日本一带贸易特许权。

### 威德尔船队
1635年，柯亭协会建立船队，聘请约翰·威德尔（John Weddell）任船长。
威德尔曾在英国海军中任职，在1625年，由他指挥的英国舰队在苏拉特战胜过葡萄牙舰队。英王查理一世在船队出发前授予了威德尔军事管制与捕获敌船权，这是威德尔船队具有一定官方性的佐证。

## 战争经过

### 威德尔船队到达澳门
1636年4月16日，威德尔船队离开英国。10月8日抵达果阿。1637年初离开果阿，并在6月25日抵达澳门附近海域。由于葡澳当局依旧阻挠，因此船队停泊氹仔，试图直接与明取得联系。

### 驶入珠江
为直接前往广州，威德尔先派“安娜”号前往珠江探测水道。广州政府发现这一行为后，派遣了官员去质询英人此来的目的。:18
1637年7月22日，“安娜”号回到氹仔，向威德尔报告相关情况。
8月，威德尔船队驶入珠江。在途中，有中国兵船警告威德尔船队不得驶往广州，命令其掉头驶向大屿山，并称广州政府已在江中沉船阻碍行驶。然而威德尔置若罔闻。

### 亚娘鞋（虎门寨）战斗
1637年8月8日，威德尔船队停泊于虎门附近的亚娘鞋岛（今威远岛）。明朝虎门寨守军仅民壮十余人，缺乏重型火炮，但是面对英国侵略者对明朝主权的侵犯丝毫不惧，在尝试沟通没有获得回应后，鸣炮示警。
意图挑起事端的威德尔降下贸易旗，转而升起十字旗与海军旗，对虎门寨进行炮击。明朝守军奋勇反击，力战不敌，被迫撤出。而后英国侵略者派出一百名水手进入炮台，扯下明军军旗，升上英国国旗与国王旗，并将明军铳炮搬进船中。
随后，威德尔船队在虎门一带劫掠民船，并强迫渔民带给广州政府船队所谓“辩护信”，要求自由贸易。

### 第一次谈判
1637年8月15日，广州政府派遣黑人翻译保罗·诺瑞迪（Paulo Noretti，汉名李叶荣）去了解情况。
面对英国船队，保罗自称明朝官员，并称，只要英国人归还在亚娘鞋抢夺的炮和物资，并像葡萄牙人一般缴纳税银，即可得到贸易权。:20
16日，保罗随两名英商前往广州，19日，两名英商回到亚娘鞋，并告诉威德尔得到了广州总兵陈谦的接待。
然而此时，时代管两广军务的广西巡抚郑茂华，海道副使郑觐光一起对陈谦施以压力，要求陈谦将“红毛夷”赶走。
迫于上级的压力，陈谦与郑觐光联名发布对英布告，要求英人迅速离开，并派遣保罗去传达布告。然而，保罗又一次扭曲了明方的意愿，谎称只要英国人愿意纳税，准许英国人自由贸易，并可选择三处地方停泊船只。
此后，保罗还帮英人牵线，重贿陈谦，使陈谦默许了英人在广州的贸易行动。

### “以汉御澳，以澳御红”
郑觐光等人见英人不听劝告（实际上英人此时把保罗的话当真，不知有此劝告），于是决定“以汉御澳，以澳御红”，即，中国政府向在澳门的葡萄牙人施压，使他们向英国人施压。
于是，1637年9月6日，葡澳当局向英方递交抗议信，要求英国人离开。威德尔却以为已获得明官方的许可，以为自己有陈谦做后台，对此不屑一顾，并回信说：“此地并非属于你们，是中国国王的领地。为什么我们还需要等待卡斯提尔国王的卑微的总督的许可呢？”
此后，广州政府对英商的态度急剧趋于严厉。保罗被捉拿归案，陈谦申请调任，最终被弹劾削官。

### 火攻
1637年9月上旬，广州政府采取参将黎延庆的建议，采取火攻战术，将五艘年久失修的旧船备成火船。然而，实施时忽起北风，火船无法接近英船，因而失败。
英国舰船不顾明方警告，持续向内河深处航行，忍无可忍的广东海防当局于9月10日派出三艘战舰对英舰进行炮击并发射火箭，英舰仓皇逃走。
此后，为了报复明军反击，威德尔指挥船队在海岸沿线变本加厉的实施侵略行为，焚烧珠江沿岸村庄，掠杀居民。9月19日，当地守军趁英国侵略者在当地一个市镇烧杀抢掠的时候，袭击英军背后，拆除英军搭建的一个定居点，并焚烧了数艘英船（可能是被英国人抢来的中国帆船）。
而后，威德尔见登陆的英军损失惨重，遂决定撤出广东沿海，临走前，他们派人炸毁了虎门寨。

### 最终的谈判
在用武力劫掠了明朝沿海的尝试遭受失败后，威德尔写信向葡澳当局请求调停。希望结束事端的广东当局也借此机，委托葡澳进行调节。
最终，威德尔签署呈文，承认触犯了中国法律，并保证不再犯；明朝广东政府释放了扣留的英国商人，并允许英国商队完成交易。此后，1637年冬，在新到任的两广总督张镜心的催促下，威德尔船队离开中国。

## 后续影响
威德尔在回国之后闭口不谈其船队在面对明朝战舰与守军时所遭受的损失；他甚至声称在虎门寨歼灭了明军数个营的正规军（实际上只有民兵十几人）。此后，英国方面将明朝视为了薄弱之国，甚至一度谋划夺取海南岛。
中国人直到近代以前一直未能确认来海疆犯乱的是哪国人，并将其误认为是荷兰人。